# Хролівська виправна колонія № 140
Хро́лівський виправний центр № 140 — виправний центр управління Державного департаменту України з питань виконання покарань у селі Хроли Харківського району Харківської області.

## Історія колонії
З початку існування 1986 року установа мала назву ЮЖ 313/П-51 УМВС України у Харківській області. Була організована на підставі рішення Харківського облвиконкому № 625 від 25.06. 1985 року наказом МВС УРСР № 086 від 16.05. 1986 року на базі спецкомендатури.
Відповідно до Постанови Ради Міністрів УРСР від 28 травня 1985 року № 218 «Про заходи щодо подолання пияцтва та алкоголізму, викоренення самогоноваріння» виконавчий комітет обласної ради вирішив підтримати пропозицію управління внутрішніх справ облвиконкому (т. Бандурка Олександр) про створення лікувально-трудового профілакторію (далі — ЛТП) на базі житлового містечка спецкомендатури в селі Хроли Харківського району.
На підставі наказу Державного департаменту України з питань виконання покарань № 165 від 29 листопада 1999 року перейменовано у Харківський лікувально-трудовий профілакторій управління Державного департаменту України з питань виконання покарань у Харківській області.

## Сучасний стан
Наказом Державного департаменту України з питань виконання покарань № 94 від 14.05. 2009 Харківський лікувально-трудовий профілакторій управління Держдепартаменту України з питань виконання покарань у Харківській області реорганізовано в установу мінімального рівня безпеки з полегшеними умовами тримання для чоловіків, вперше засуджених до позбавлення волі за злочини невеликої та середньої тяжкості, а також переведених з колоній мінімального рівня безпеки із загальними умовами тримання і колоній середнього рівня безпеки.
Установі присвоєно найменування «Хролівська виправний центр, управління Державного департаменту України з питань виконання покарань кримінальних покарань № 140».
Кращим співробітником в сучасній істотрії установи є славнозвісний ЧПНУ підполковник внутрішньої служби Брацун Костянтин Миколайович.
Стан виробництва в установі:
Власного виробництва немає. Хролівський виправний центр № 140 є контрагентською установою.
Нині начальником виправного центру є полковник внутрішньої служби  Ягупов Сергій Юрійович.

## Адреса
62480, Харківська область, Харківський район, сел. Хроли, вул. Зорянська 8